# The Black Waltz
 (mars 2020).
Si vous disposez d'ouvrages ou d'articles de référence ou si vous connaissez des sites web de qualité traitant du thème abordé ici, merci de compléter l'article en donnant les références utiles à sa vérifiabilité et en les liant à la section « Notes et références ».
Albums de Kalmah
Swampsong
(2003) For the Revolution
(2008)
The Black Waltz est le quatrième album studio du groupe de death metal mélodique finlandais Kalmah. 
L'album est sorti sous l'étiquette Spinefarm Records le 22 février 2006.
Par rapport à ses prédécesseurs, cet album possède beaucoup plus de sonorités Thrash metal, le chant "Black" de Pekka Kokko n'est quasiment pas utilisé, au profit d'un chant "Death" plus mis en avant que sur les précédentes réalisations du groupe.
Il s'agit du premier album du groupe enregistré avec le claviériste Marco Snekau sein de la formation[réf. souhaitée].
Une vidéo a été tournée pour le titre The Groan of Wind. Sur cette vidéo, il y a alternance entre les images du groupe jouant à l'intérieur d'une cave et la poursuite d'un jeune garçon et d'une jeune fille par les membres de leur famille, possédés.

## Membres
- Pekka Kokko - Guitare, chant
- Antti Kokko - Guitare
- Janne Kusmin - Batterie
- Marco Sneck - Clavier[1]
- Timo Lehtinen - Basse

## Titres
1. Defeat
2. Bitter Metallic Side
3. Time Takes Us All
4. To the Gallows
5. Svieri Doroga
6. The Black Waltz
7. With Terminal Intensity
8. Man of the King
9. The Groan of Wind
10. Mindrust
11. One From The Stands